# جينا كيم
جينا كيم (هانغل: 김진아) هي مخرجة كورية جنوبية، ولدت في 31 ديسمبر 1973 في سول في كوريا الجنوبية.

## وصلات خارجية
- الموقع الرسمي
- جينا كيم على موقع IMDb (الإنجليزية)
- جينا كيم على موقع ألو سيني (الفرنسية)
- جينا كيم على موقع أول موفي (الإنجليزية)
- جينا كيم على موقع قاعدة بيانات الفيلم (الإنجليزية)
- جينا كيم على موقع كينوبويسك (الروسية)